# Cauchy-à-la-Tour
Cauchy-à-la-Tour – miejscowość i gmina we Francji, w regionie Hauts-de-France, w departamencie Pas-de-Calais.
Według danych na rok 1990 gminę zamieszkiwało 2907 osób, a gęstość zaludnienia wynosiła 929 osób/km² (wśród 1549 gmin regionu Nord-Pas-de-Calais Cauchy-à-la-Tour plasuje się na 292. miejscu pod względem liczby ludności, natomiast pod względem powierzchni na miejscu 834.).